# Alexandre De Bruyn
Alexandre De Bruyn (sinh ngày 4 tháng 6 năm 1994) là một cầu thủ bóng đá chuyên nghiệp đến từ Bỉ hiện đang chơi ở giải hạng nhất Bỉ A cho St Truiden ở vị trí tiền đạo.
Anh xuất hiện lần đầu tại giải đấu cao nhất của Bỉ vào ngày 28 tháng 7 năm 2018 trong trận đấu với Cercle Brugge.